# Marc Jacobs
Marc Jacobs (Nueva York, 9 de abril de 1963) es un diseñador de moda estadounidense. Posee una marca con su mismo nombre de la cual es el diseñador principal, Marc Jacobs, y una segunda línea conocida como Marc by Marc Jacobs, con 200 tiendas con presencia en 80 países. Fue director creativo de la marca de moda Louis Vuitton desde 1997 hasta 2014. En 2010 fue mencionado en la revista Time, en su edición especial Time 100, como una de las 100 personas más influyentes del mundo, y alcanzó el puesto n°14 en 2012 en la Revista Out en "Los 50 hombres y mujeres homosexuales más influyentes de América".

## Trayectoria
La primera colección que el diseñador sacó bajo la firma Marc Jacobs salió en 1986, gracias al apoyo económico de Kashiyama USA Inc. En 1987 Jacobs se convirtió en el diseñador más joven jamás galardonado con el premio Perry Ellis Award for New Fashion Talent, del Consejo Americano de Diseñadores de Moda (CFDA). En 1989, Robert Duffy y Marc Jacobs se unieron a la compañía de Ellis para ocuparse de su línea femenina. Jacobs perdió el cargo en 1992, tras crear una colección de inspiración grunge que suscitó una gran polémica. Curiosamente, ese mismo año, fue premiado con el más prestigioso galardón del CFDA: el Women’s Designer of the Year Award.
En 1994, coincidiendo con su 31 aniversario, Jacobs presentó su primera colección prêt-à-porter en Nueva York creando, de nuevo, un gran revuelo cuando modelos de la talla y caché de Naomi Campbell o Linda Evangelista aparecieron en la pasarela sin cobrar, en señal de apoyo al diseñador. La colección tuvo una gran acogida y, desde entonces, la carrera de Jacobs ha ido a más. En 1995 presentó su primera colección masculina y, en 1997, fue nombrado director artístico de la casa Louis Vuitton para quien diseñó su primera colección prêt-à-porter. Desde su cargo, ha impulsado notables colaboraciones como con Stephen Sprouse o con el artista japonés Takashi Murakami, modernizando la marca y adaptándola al nuevo milenio. Sigue ocupándose, además, de la firma que lleva su nombre.

## Marc Jacobs Internacional Company, L.P.
En 1993, Jacobs Duffy Designs Inc. lanzó Marc Jacobs Internacional Company, L.P. que, en 1994, firmó su primer acuerdo internacional con Renown Look, Inc. y Mitsubishi Corp., para comercializar la marca en Japón. Poco después, un acuerdo con la compañía italiana Iris S.R.L. aseguraría la producción del calzado, tanto masculino como femenino, de la marca. En 1997, la primera tienda de Marc Jacobs abrió sus puertas en el número 163 de Mercer Street, en el Soho neoyorquino. En el año 2000 salió a la luz su primera línea de bolsos y se inauguró una segunda boutique en San Francisco. En el 2001, se creó la segunda línea de la marca, Marc by Marc Jacobs, de precios más accesibles. Calza Turificio Rossi Moda S.P.A. es la compañía italiana responsable de producir el calzado de esta joven y exitosa marca. Ese mismo año, nació su primera fragancia: Marc Jacobs Perfume, y al año siguiente, apareció la versión masculina. En el 2003, apareció una pequeña línea de textil para el hogar y, en el 2005, la primera colección de gafas, gracias a un acuerdo firmado con la compañía Safilo S.P.A. También en el 2005, tras un pacto con Fossil Inc., apareció su primera línea de relojes y Marc Jacobs abrió tienda en París.

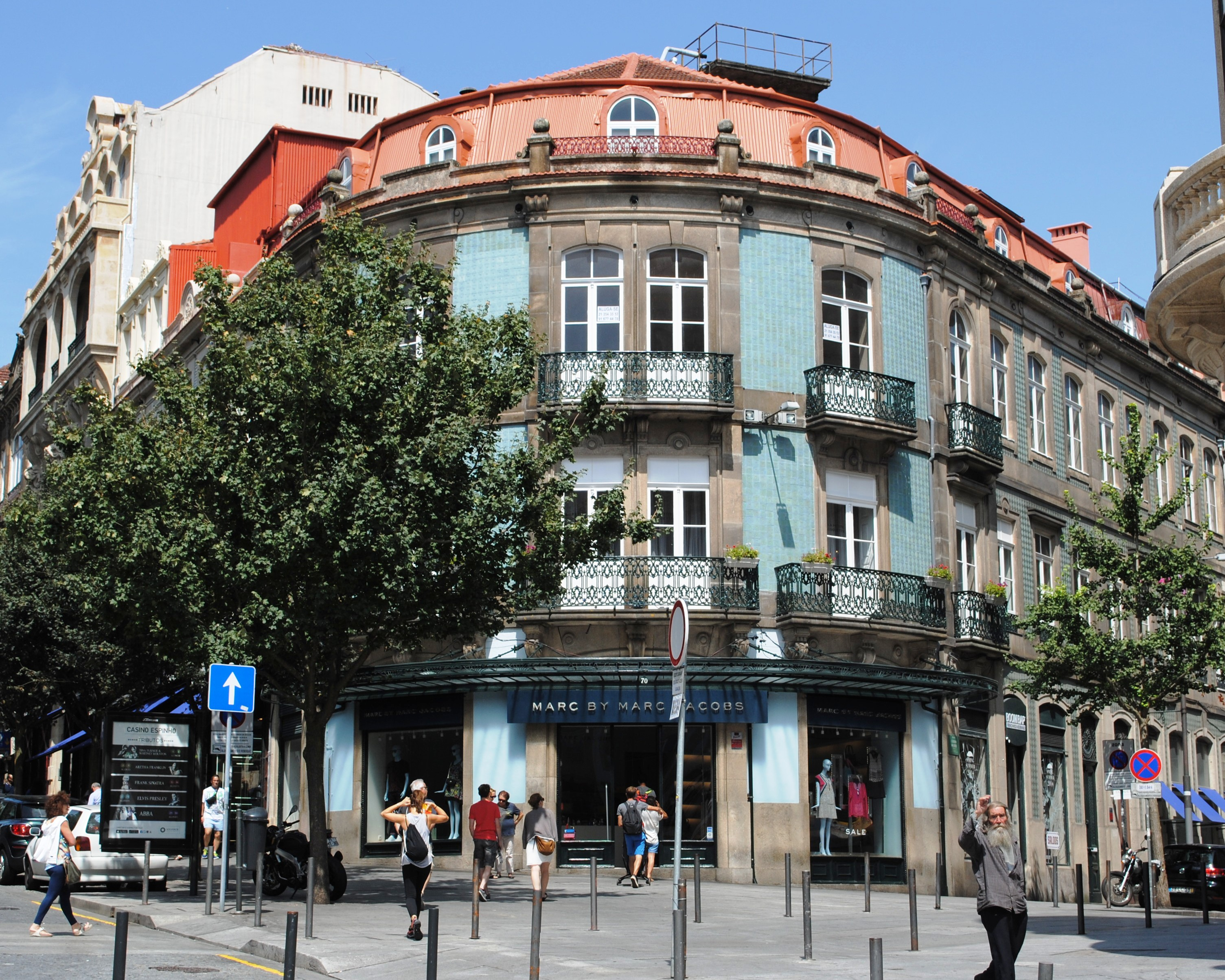
Marc by Marc Jacobs en Oporto.

Actualmente, pueden encontrarse tiendas de Marc Jacobs por todo el mundo. La compañía comercializa una amplia gama de productos, desde bolsos y zapatos hasta gafas y perfumes, bajo distintas marcas: Marc Jacobs, Marc by Marc Jacobs, Little Marc, para los niños, y Stinky Rat.
El 8 de enero de 2014, anunciaron que la cantante estadounidense y amiga de Jacobs, Miley Cyrus, sería la imagen de Marc Jacobs, para su campaña de primavera-verano 2014. Ambos trabajaron juntos anteriormente en una campaña benéfica contra el cáncer de piel, en la que Cyrus apareció desnuda en unas camisetas junto a un mensaje de protección de la piel.

## Premios
- 1984
  - Perry Ellis Gold Thimble Award
  - Chester Weinberg Gold Thimble Award
  - Design Student of the Year Award.
- 1987	
  - CFDA’s Perry Ellis Award for New Fashion Talent.
- 1992	
  - CFDA’s Women’s Designer of the Year Award.
- 1997	
  - CFDA’s Women’s Designer of the Year Award.
- 1998	
  - VH1 Fashion Women’s Designer of the Year Award.
- 1999	
  - CFDA’s Accessories Designer of the Year Award.
- 2002	
  - CFDA’s Menswear Designer of the Year Award.
- 2003	
  - CFDA’s Accessories Designer of the Year Award.
- 2005	
  - CFDA’s Accessories Designer of the Year Award.
- 2010	
  - CFDA’s Womenswear Designer of the Year Award.
- 2011	
  - CFDA’s Geoffrey Beene Lifetime Achievement Award.

## Vida privada
En el 2009, Jacobs estuvo en el puesto número 15 en la lista anual de los "50 hombres y mujeres gais más poderosos en América" de la revista Out. Jacobs, quien es abiertamente gay, estuvo en una relación de cuatro años con el estilista Jason Preston, y en otra relación con el ejecutivo de publicidad Lorenzo Martone. En marzo de 2009, "Women's Wear Daily" anunció que la pareja estaba comprometida después de estar un año saliendo. Sin embargo, posteriormente aparecieron varios reportes que lo negaban. El 24 de julio de 2010 Martone anunció vía Twitter que él y Jacobs llevaban dos meses separados. En abril de 2012 celebró su cumpleaños en Río de Janeiro con su pareja, el actor porno Harry Louis.